# Réseau locomoteur spinal
Pour les articles homonymes, voir CPG.
Le réseau locomoteur spinal, ou central pattern generator (CPG) en anglais, est un réseau de neurones localisé dans la moelle spinale responsable de la locomotion. La particularité de ce réseau est qu’il peut fonctionner de manière autonome, indépendamment des commandes descendantes et des retours sensoriels . Après avoir été activé par le cortex moteur ou d'autres régions supraspinales telles que la région mésencéphalique locomotrice (MLR en anglais), ce réseau peut générer à lui seul l’activité locomotrice.

## Historique
- 1700 av. J.-C. : intuition de l’implication de la moelle épinière dans la genèse de la locomotion a été pressentie à l’époque de la civilisation égyptienne. Le papyrus Edwin Smith faisait la liaison entre lésion spinale et fonction motrice des membres [2].
- 1910 : Charles Scott Sherrington traite du rôle prédominant des informations proprioceptives musculaires dans l’élaboration d’activités locomotrices rythmiques qu’il limitait à une succession de boucles réflexes [3]
- 1911 -1912 : Thomas Graham Brown propose l’hypothèse révolutionnaire que des mouvements locomoteurs rudimentaires des membres postérieurs dépourvus de toute influence supraspinale, peuvent être générés par la moelle épinière elle-même. Nait alors le terme de CPG [4].
- 1973 : Sten Grillner propose que les informations sensorielles et supraspinales modulent ces patrons de bases rythmiques et stéréotypés à chaque instant du déplacement[4].
- 1986 : Serge Rossignol étudie la récupération fonctionnelle locomotrice après lésions spinales chez le chat[5]
- 2004 : Pierre A. Guertin étudie de nouvelles approches pharmacologiques visant à déclencher des épisodes de marche involontaire chez des animaux et des humains souffrant de lésions spinales complètes. Il identifie Spinalon chez la souris spinale, le premier activateur de CPG actif par voie orale (patent PCT/CA2005/001337), testé positivement par la suite chez l'humain entre 2013 et 2016[6].

## Chez la lamproie
La lamproie est un vertébré primitif aquatique dénué de nageoires paires qui se déplace en ondulant. Son corps est composé de segments musculaires appelés myotomes.
Les réseaux locomoteurs spinaux de la lamproie se composent de réseaux d’interneurones glutamatergiques excitateurs et glycinergiques inhibiteurs,. Ces interneurones activent les motoneurones de gauche et de droite dans les hemisegments musculaires de manière alternée, ce qui provoque l’ondulation .
Les réseaux locomoteurs spinaux de la lamproie sont activés par des structures nerveuses supraspinales spécialisées, notamment les cellules réticulospinales (RS) représentants la principale voie descendante supraspinale. Ces cellules sont activées par des informations sensorielles, une fois activées ces cellules produisent des dépolarisations soutenues de durées variées permettant le déclenchement d’un mouvement.
Ces informations sensorielles permettent d'ajuster la locomotion aux conditions externes et proprioceptives .

## Chez le chat
De nombreux travaux ont été effectués chez le chat pour déterminer le fonctionnement et la localisation du réseau locomoteur spinal chez les vertébrés.
C’est grâce à des expériences de section partielle de la moelle épinière au niveau des segments thoraciques T10/T11 ou de section complète de la moelle épinière au niveau thoracique T13, suivi d’un entrainement quotidien, qu’il a été possible de montrer qu’un chat spinal chronique peut remarcher . De plus, l’injection d’un agoniste de la noradrénaline permet également aux chats spinaux de retrouver une locomotion quadrupède.
Enfin, il semblerait que le réseau locomoteur spinal chez le chat se situe au niveau des segments lombaires bas (L4 et L5) , bien que chez la plupart des autres espèces, les principaux éléments rhythmogéniques ont été identifiés au niveau des segments L1 et L2. 

## Chez le rat
Chez le rat, de nombreux travaux in vivo et in vitro ont été réalisés pour étudier le réseau locomoteur. Il semblerait qu’il soit situé dans la partie haute de la région lombaire, c’est-à-dire  au niveau des segments de moelle L1 et L2 .
Le réseau locomoteur spinal fonctionne grâce à des neurones à activité rythmique. En effet, dans la moelle épinière, on trouve des neurones qui, après avoir été activés, génèrent un influx nerveux et le transmettent aux motoneurones qui vont ensuite activer les muscles fléchisseurs et extenseurs de manière alternée . 
Les nouvelles recherches consistent à déterminer quels neurones de la moelle épinière font partie du réseau locomoteur spinal. Mais le nombre de neurones étant beaucoup plus important que chez la lamproie, cela rend les recherches beaucoup plus difficiles.

## Chez l'humain
Il est très difficile d’étudier les mécanismes neurologiques chez l’homme, d’une part parce que celui-ci possède énormément de neurones, mais également parce qu’il est impossible de faire les mêmes expérimentations que sur l’animal.
Néanmoins, des activations rythmiques des muscles des membres inférieurs ont été observés chez des patients atteints d'une lésion complète de la moelle épinière. Il y aurait donc des réseaux locomoteurs spinaux, toutefois ceux-ci seraient plus soumis aux informations descendantes que ceux des animaux . 